# Sophie Schellenberger
Sophie Schellenberger (* 5. März 1987 in Dippoldiswalde) ist eine deutsche Volleyballspielerin.

## Karriere
Sophie Schellenberger begann mit dem Volleyballspiel in ihrem Geburtsort beim TuS Dippoldiswalde. Anschließend wechselte sie zum Dresdner SC und gewann dort mit ihrem Team 2004 und 2005 die deutsche A-Jugend Meisterschaft. Zwei deutsche Meistertitel in aufeinander folgenden Jahren waren dem Verein bis dahin noch mit keiner Jugendmannschaft gelungen. Im Anschluss daran zog die gebürtige Sächsin aus Studiengründen nach Bayern und schloss sich dem SV Lohhof an. Mit der Zweitligamannschaft des SVL errang sie in der folgenden Saison den Meistertitel. Die Unterschleißheimer verzichteten anschließend jedoch aus finanziellen Gründen auf den Aufstieg. Sophie Schellenberger blieb zwei weitere Spielzeiten in Oberbayern, dabei wurde sie 2007 mit der Mannschaft Zweiter in der zweiten Bundesliga Süd. Nach dem vierten Platz 2008 entschloss sich die Universalspielerin zu einem Auslandsstudium in den Vereinigten Staaten. In North Carolina spielte sie für das Volleyballteam der Wingate University. Nach ihrem Auslandssemester kehrte die Studentin für Kommunikationswissenschaften in ihre Heimat nach Sachsen zurück und schloss sich dem VV Grimma an. Ihre Vielseitigkeit bewies Schellenberger schon auf verschiedenen Positionen. So wurde sie als Mittelblockerin, Diagonalspielerin, Außenangreiferin und als Libera eingesetzt. Von 2012 bis 2017 spielte Schellenberger beim Ligakonkurrenten VC Offenburg, wobei sie von 2013 bis 2015 im Mixed-Bereich aktiv war.